# Calle de Carretas (Segovia)
La calle de Carretas es una vía pública de la ciudad española de Segovia.

## Descripción
La vía, que ostenta el título actual desde antiguo, discurre desde la plaza de la Tierra hasta el paseo de Ezequiel González. Aparece descrita en Las calles de Segovia (1918) de Mariano Sáez y Romero con las siguientes palabras:

Carretas.—Empieza la calle en la plazuela de la Casa de la Tierra y termina en la de los Pelaires. A la conclusión de esta calle, en la explanada o ensanche que forma, lo mismo que en el asubida para la calle del Escultor Marinas, acostumbraban y acostumbran los labradores que traen a Segovia rentas de granos por el mes de septiembre a las paneras de este lado de la población, y los carboneros que transportan carbón a los almacenes de esta calle, a dejar los carros, deshunciendo el ganado y mientras hombres y caballerías descansan, allí están las carretas ocupando este trayecto. Este es el origen que copiamos, bien vulgar y bien prosaico del nombre de la calle, amplia, cruzada por el Clamores, hoy subterráneo y con una enorme casa de mucha piedra, con anchos balcones que aún conservan los resguardos superiores de madera en forma de ángulo y una hermosa balaustrada en la galería de lo alto, casa conocida por la de Bahín y donde hace algunos años se cometió un espantoso crimen que impresionó grandemente a la población. Había en una casa de esta calle una antigua ventana mudéjar, ya desaparecida.
(Sáez y Romero, 1918, pp. 32-33)